# 4277 Holubov
4277 Holubov è un asteroide della fascia principale. Scoperto nel 1982, presenta un'orbita caratterizzata da un semiasse maggiore pari a 2,7238040 UA e da un'eccentricità di 0,1392607, inclinata di 10,63352° rispetto all'eclittica.